# Tyrka
Tyrka je potok v Moravskoslezském kraji, levostranný přítok řeky Olše, který odvodňuje menší oblast na severu Moravskoslezských Beskyd v okrese Frýdek-Místek. Její standardizované jméno je Tyra.

## Popis toku
Tyrka pramení v Moravskoslezských Beskydech v nadmořské výšce 905 m na severních svazích vrchu Kalužný; celý její následující běh pak směřuje zhruba k severu. V horní části toku Tyrka vytváří hluboce zaříznuté údolí mezi rozsochami horských vrcholů Javorového na západě a Ostrého na východě. Nejhořejší část údolí Tyrky sleduje zeleně značená turistická trasa na Kalužný, úsek dále po proudu pak žlutě značená trasa na Ostrý. Tyrka postupně protéká Tyrou a Oldřichovicemi, které jsou místními částmi města Třince. U průmyslové zóny v Třinci pak v nadmořské výšce 305 m ústí zleva do řeky Olše, která vody Tyrky odnáší dál do Odry.